# MT-LB
MT-LB（Mnogotselevoy Tyagach -Lekhko Bronirovannyi、ロシア語: МТ-ЛБ（Многоцелевой Тягач -Легкий Бронированный：「汎用軽装甲牽引車」の意）は、ソビエト連邦（ソ連）で開発された汎用装軌式の装甲車両である。

## 概要
放射能兵器や化学兵器、生物兵器などで汚染された環境下（CBRNE）で砲員および弾薬の輸送する砲兵トラクターとして、ハリコフトラクター工場で設計された。
開発にあたり、PT-76水陸両用戦車およびその派生型であるBTR-50装軌装甲兵員輸送車のコンポーネントを流用しているが、共通するのは走行装置などだけであり、車体は別個の新設計である。PT-76系列が車体後部にエンジンを置いて後輪駆動だったのに対し、本車は車体前部にエンジンを置いて前輪駆動となっている。またエンジンも別系統の新型エンジンである。車体は避弾経始を意図した傾斜装甲で、小銃弾や砲弾片への防御となっている。車体前面に装甲シャッター付きの視察窓を有する操縦席と車長席があり、その後方に機関室、さらに後方の車体後部に兵員室と収容庫を兼ねたスペースを有する。変速機はマニュアルトランスミッションで、水上浮行は履帯を回転させて航行する。
固有の兵装として、車長席の上の砲塔にPKT 7.62mm機関銃を1丁装備する。銃弾は2,500発を搭載する。
6,500kgまでの火砲または車両を牽引できる他、車内後部区画には11名の兵士もしくは2,000kgまでの貨物を積載可能で、火砲牽引車としての他に装甲兵員輸送車としても用いられ、車体を流用した各種の派生型が多数開発されている。本車が牽引対象としていた火砲の例として、BS-3 100mm野砲・T-12 100mm対戦車砲・D-30 122mm榴弾砲・120mm迫撃砲PM-43等が存在する。

## 実戦
アフガニスタン侵攻では2B9 82mm自動迫撃砲、グルジア内戦ではZU-23-2を車体後部に搭載して運用された。
2022年ロシアのウクライナ侵攻の前線には、当初から多数のMT-LBが投入された。オランダの調査会社によれば、2023年10月の段階で400台以上が喪失している。ウクライナの前線で戦うロシア軍兵士は、兵器枯渇の解消の為に盛んにMT-LBの改装を行っており、艦載砲である25mm2M-3艦載機関砲を上部に載せた改造例も見られる。

## 派生型

### ソ連・ロシア
2S1グヴォズジーカ 122mm自走榴弾砲
MT-LBの車体を元に、D-30 122mm榴弾砲を備える砲塔を搭載した自走砲。
9K35ストレーラ10（SA-13）
MT-LBの車体に9M37地対空ミサイルの4連装発射機を搭載した近距離防空ミサイル・システム。
9P149シュトルムS
車体後部に9K114シュトルム（AT-6スパイラル）対戦車ミサイルの発射機を搭載し、砲塔に誘導サイトに換装した戦車駆逐車。
MT-LBM 6MB
歩兵戦闘車型。車体後部にRWSを搭載。
MT-LBu
MT-LBの車体を拡大、強力なエンジンを採用した発展型。

### その他の国
MT-LB TRI HORS
ポーランドによる装甲工兵偵察車両。砲塔をNSW12.7mm重機関銃（NSV重機関銃のライセンス生産型）と視察装置付のキューポラに換装し、門型アンテナや発煙弾発射機、偵察機材を搭載した。乗員は操縦手、車長、偵察要員6人の計8人。ポーランド陸軍が採用した。
BMP-23
ブルガリアによる歩兵戦闘車。
BMP-23A
BMP-23の改良型。車体に発煙弾発射器を追加し、対戦車ミサイルを9M111（AT-4）に換装。
BMP-30
BMP-23の改良型。主砲を2A42 30mm機関砲に、対戦車ミサイルを9M111（AT-4）または9M113（AT-5）に改良。
BRM-23
BMP-23を元にした装甲偵察車両。偵察・航法用の機材を搭載。
2B9M 自走迫撃砲
ハンガリーで1990年に開発された自走迫撃砲。車体後部に2B9 82mm自動迫撃砲を搭載する。
Pv 401
スウェーデン陸軍が導入したMT-LB。砲塔の機関銃をKsp 58に換装。
MT-LBP6「マングース2」
ウクライナのハルキウ機械製造設計局による歩兵戦闘車。2A42 30mm機関砲とPKMT 7.62mm機関銃を搭載した砲塔を搭載。
MT-BMSh
2A42 30mm機関砲とPKMT 7.62mm機関銃を搭載したKBA-105RWSを搭載した歩兵戦闘車。ミャンマー陸軍が採用。

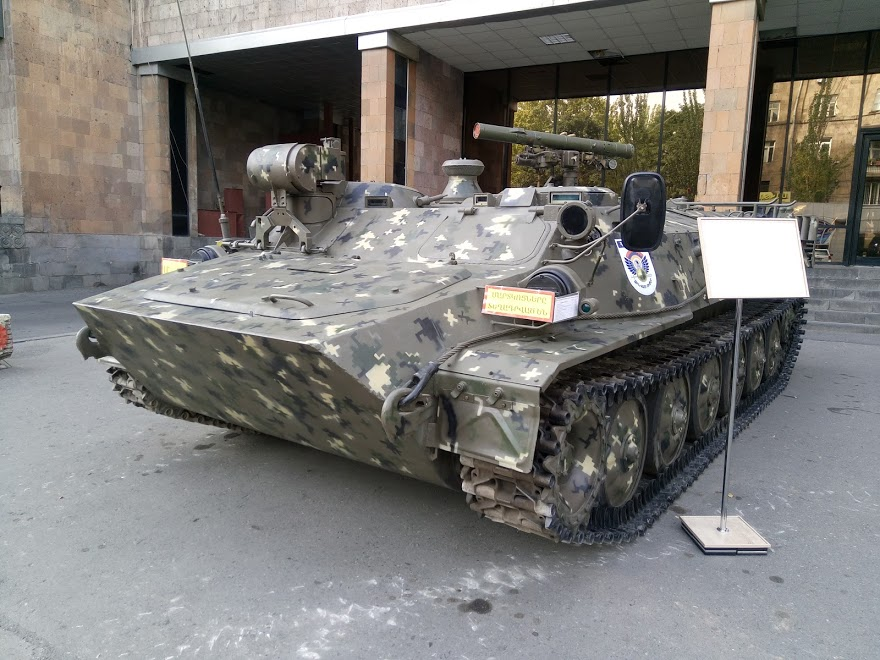
9P149シュトルムS
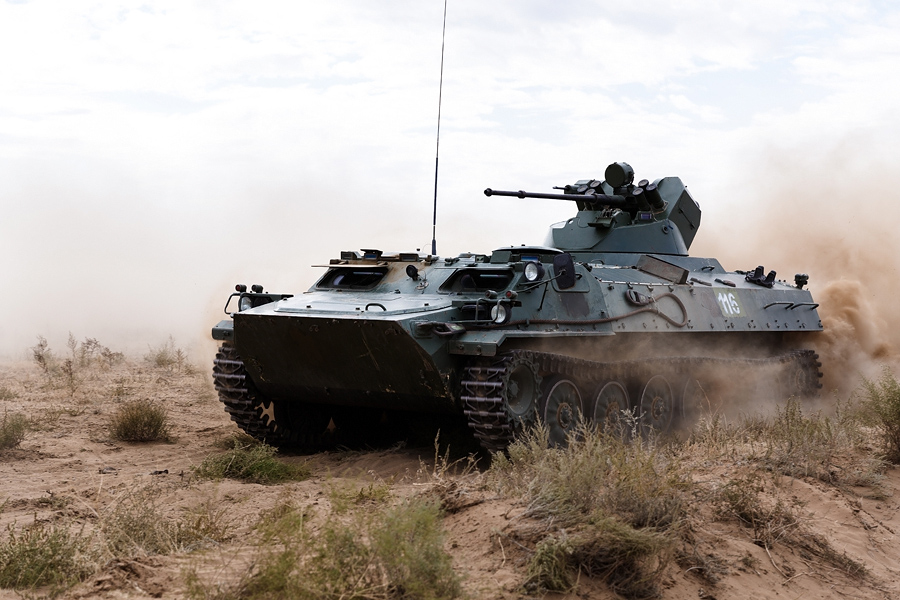
「中央2015」演習に登場したMT-LBM
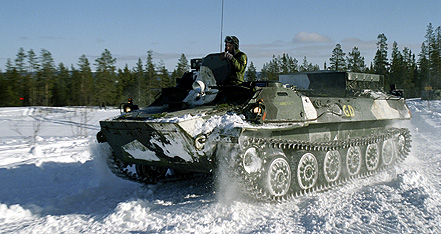
Pv401
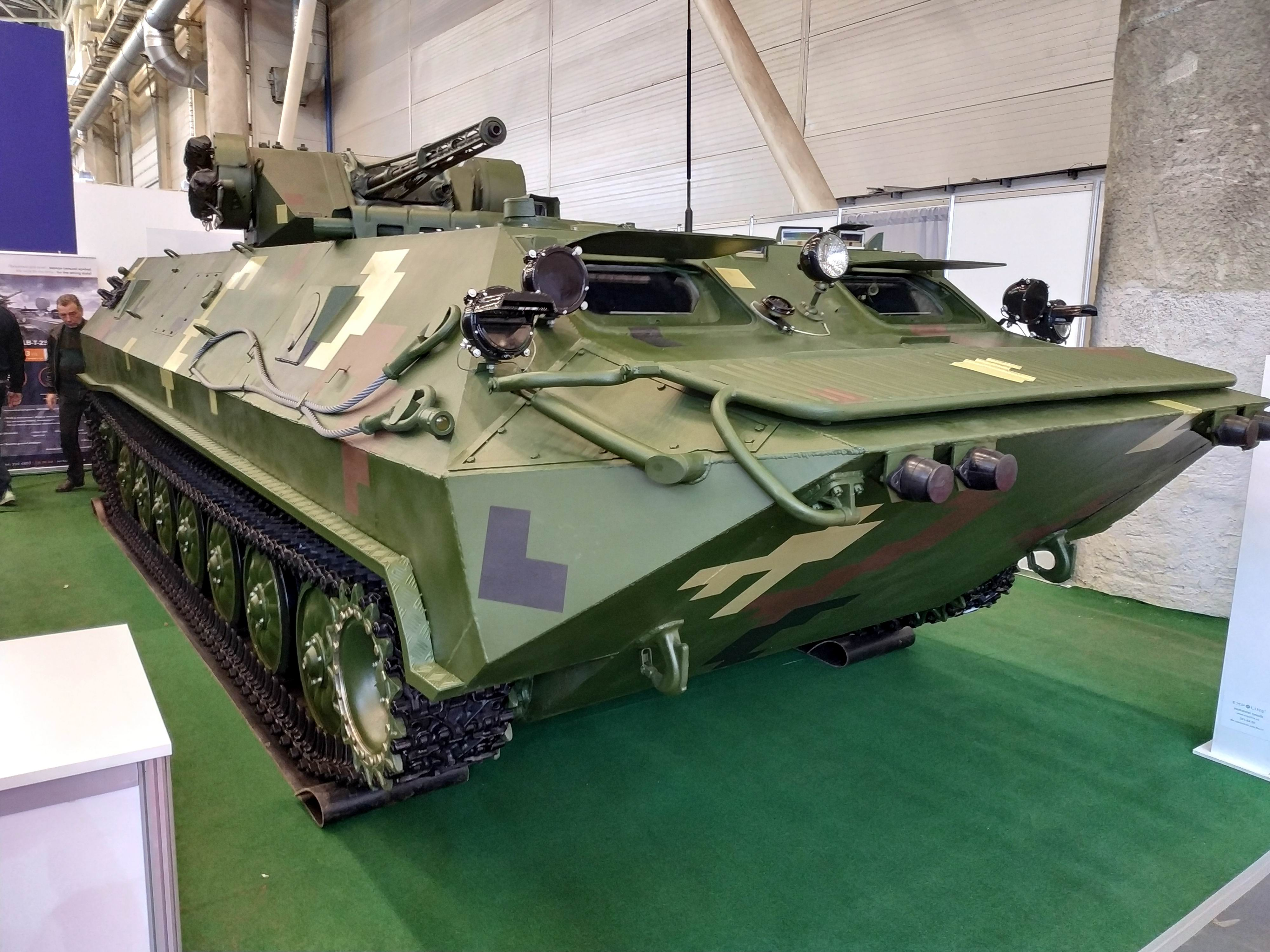
MT-BMSh

## 採用国

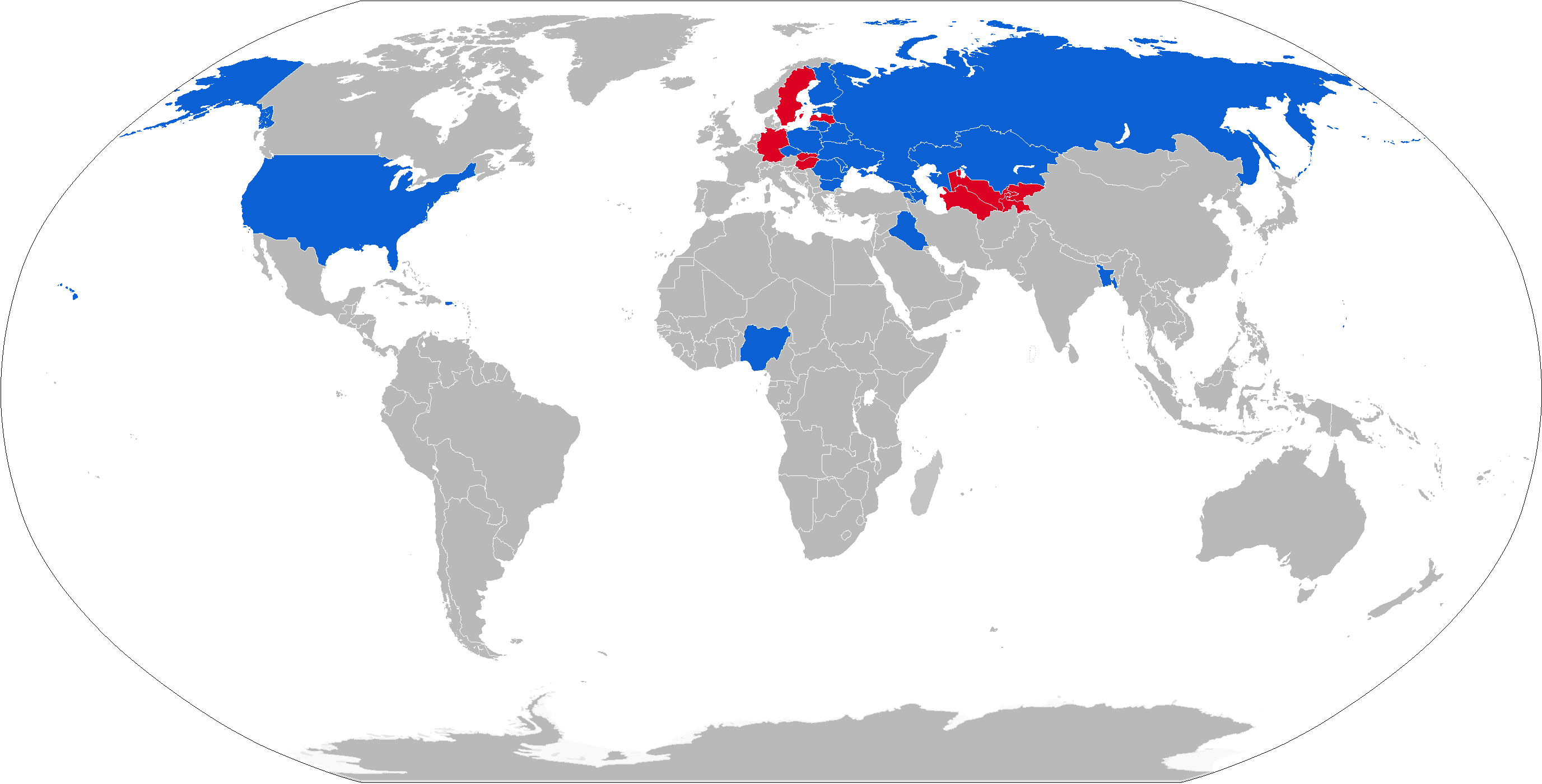
MT-LBの運用国（青）と退役国（赤）

- アルメニア[11]
- アゼルバイジャン – 2024年時点で、アゼルバイジャン陸軍が336両のMT-LB装甲兵員輸送車と、数量不明のMT-LB装甲工兵車を保有[12]。
- アンゴラ – 31両[13]

- バングラデシュ –  134両[14]
- ボコ・ハラム
- ブルガリア – 2024年時点で、ブルガリア陸軍が100両のMT-LB装甲兵員輸送車、数量不詳のMT-LB装甲工兵車、数量不詳のMT-LB装甲回収車を保有[15]。
- ベラルーシ – 70両[16]
- フィンランド – 40両のMT-LBVと102両のMT-LBUを保有[17]。
- ジョージア – 2024年時点で、ジョージア陸軍が66両のMT-LB装甲兵員輸送車を保有[18]。
- イラク – 約400両を運用[19]。
  -  クルディスタン地域 - 120両以上を運用[20]。
- カザフスタン - 2023年時点で、カザフスタン陸軍が50両のMT-LB装甲兵員輸送車と、数量不明のMT-LB装甲工兵車を保有[21]。
- リトアニア - 2024年時点で、リトアニア陸軍が8両のMT-LB装甲工兵車を保有[22]。
- モルドバ – 2023年時点で、モルドバ陸軍が52両のMT-LB（派生型を含む）を保有[23]。
- ナイジェリア – 67両[24]
- 朝鮮民主主義人民共和国 – 9K35のミサイルを国産のHT-16に換装した車体を保有。
- 北マケドニア – 2024年時点で、北マケドニア共和国軍が10両のMT-LBを保有[25]。
- クルド人民防衛隊(YPG) - 7両[26]
- ロシア – 3,300両が現役。一部はエンジンをKAMAZ-740.50（360馬力）に強化し、履帯や武装などを換装した海軍歩兵向けバージョンMLBShに近代化改装された。また、エンジンにYAMZ-238BL（310馬力）を搭載した地上軍向けバージョン VM1K にもアップグレードされた。 一部はZU-23-2対空機関砲のプラットフォームとして装備されている。
- トルクメニスタン - 2024年時点で、トルクメニスタン陸軍が36両の9P149戦車駆逐車を保有[27]。
- ウルグアイ - 2024年時点で、ウルグアイ陸軍が3両のMT-LBを保有[28]。

退役国
- チェコスロバキア
- 東ドイツ
- ドイツ
- ハンガリー
- ソビエト連邦
- スウェーデン - 元国家人民軍地上軍の車両を購入し、Pv 401として運用。退役後に一部をフィンランドに売却。
- クロアチア
- 沿ドニエストル共和国
- ウクライナ
- アメリカ合衆国

## 登場作品

### 映画
『エクスペンダブルズ3 ワールドミッション』
物語後半の、主人公バーニー・ロス率いる傭兵部隊「エクスペンダブルズ」と交戦する、アズメニスタン（架空の国家）の軍の増援部隊を構成する装甲戦闘車両として登場。車体上部の機銃手用のハッチを開放した状態で、機銃手2名が身を乗り出しているが、同じく装甲戦闘車両として登場するT-72戦車とは異なり、発砲シーンは無く、戦闘で撃破される事も無い。